# ナゴヤドーム前矢田駅
ナゴヤドーム前矢田駅（ナゴヤドームまえやだえき）は、愛知県名古屋市東区にある、名古屋市営地下鉄の駅および名古屋ガイドウェイバスの停留場である。
名古屋市営地下鉄名城線とガイドウェイバス志段味線（ゆとりーとライン）が乗り入れている。プロ野球・中日ドラゴンズの本拠地である「ナゴヤドーム」（施設命名権名称「バンテリンドーム ナゴヤ」）の最寄駅である。

## 歴史
当初予定されていた駅名は、地下鉄が「矢田」、名古屋ガイドウェイバスが「大幸」と統一されていなかったが、最終的に双方とも「ナゴヤドーム前矢田」とした。

### 年表
- 2000年（平成12年）
  - 1月18日：開業に先立ち、発車式が行われた[3]。式典には、名古屋市長（当時）の松原武久や、当時中日ドラゴンズ所属のプロ野球選手であった岩瀬仁紀、福留孝介が参加した[3]。
  - 1月19日：名古屋市営地下鉄4号線の大曽根駅 - 砂田橋駅間の開通に伴い、地下鉄の駅が開業する[4]。
- 2001年（平成13年）
  - 3月1日：当駅とナゴヤドームを直結するペデストリアンデッキが全通[5]。
  - 3月23日：名古屋ガイドウェイバスの駅が開業する[6]。
- 2020年（令和2年）10月26日：地下鉄名城線駅で可動式ホーム柵使用開始[7]。
- 2022年（令和4年）9月6日 - 9月25日：この期間、ナゴヤドーム（バンテリンドーム ナゴヤ）で中日ドラゴンズの公式戦が開催される日は、試合開始前後に地下鉄名城線駅東改札口付近で「燃えよドラゴンズ! 希望の果てに」（中日ドラゴンズの応援歌）が流された[8][9][10]。

## 名古屋市営地下鉄

### 駅構造
島式ホーム1面2線を持つ地下駅。大幸車庫への出入庫線があり、環状運転の列車は当駅を始発・終着となる場合が多い。名城線運行上の拠点駅となっており、時間帯によって運転間隔調整のため、1 - 3分程度停車する列車がある。引き上げ線はないが、この出入庫線の一部を使用して折り返し列車を設定することが可能であり、後述の臨時列車などに使用されている。車庫への引き込み線と左回り本線とが交差する地点には名古屋市交通局で唯一のシングルスリップスイッチが設置されている。駅番号はM13。アクセントカラーは赤色。
ナゴヤドームでのイベント開催時に備え他の同規模の駅と比べて自動券売機を多めに設置しており、券売機の前には乗客整理用の柵も設置されている。改札口から1番出口へ延びる通路には、イオン・中日ドラゴンズとの協賛で同チームの選手紹介や優勝の軌跡を展示した「ドラゴンズロード」を2006年（平成18年）より設置している。
1番出入口にて名古屋ガイドウェイバス駅と接続しており、両者を連絡するエレベーターも設置されている。
当駅は、名城線運転区が管轄している。

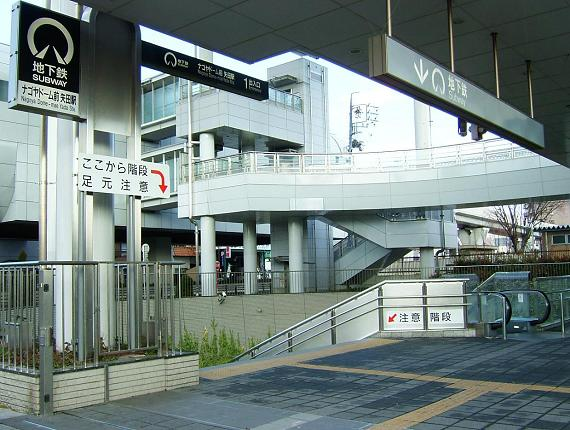
1番出入口（2005年2月）
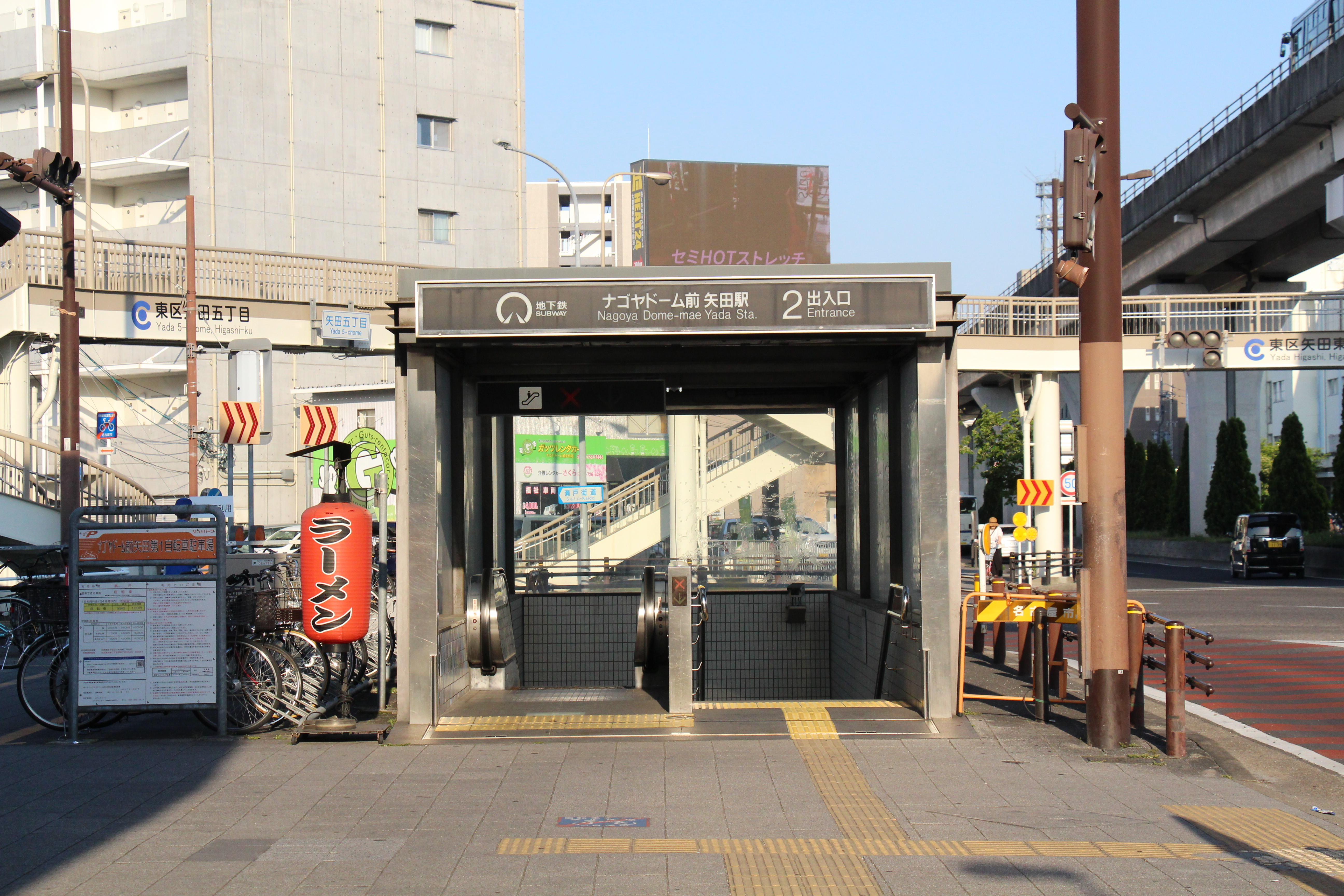
2番出入口（2019年5月）
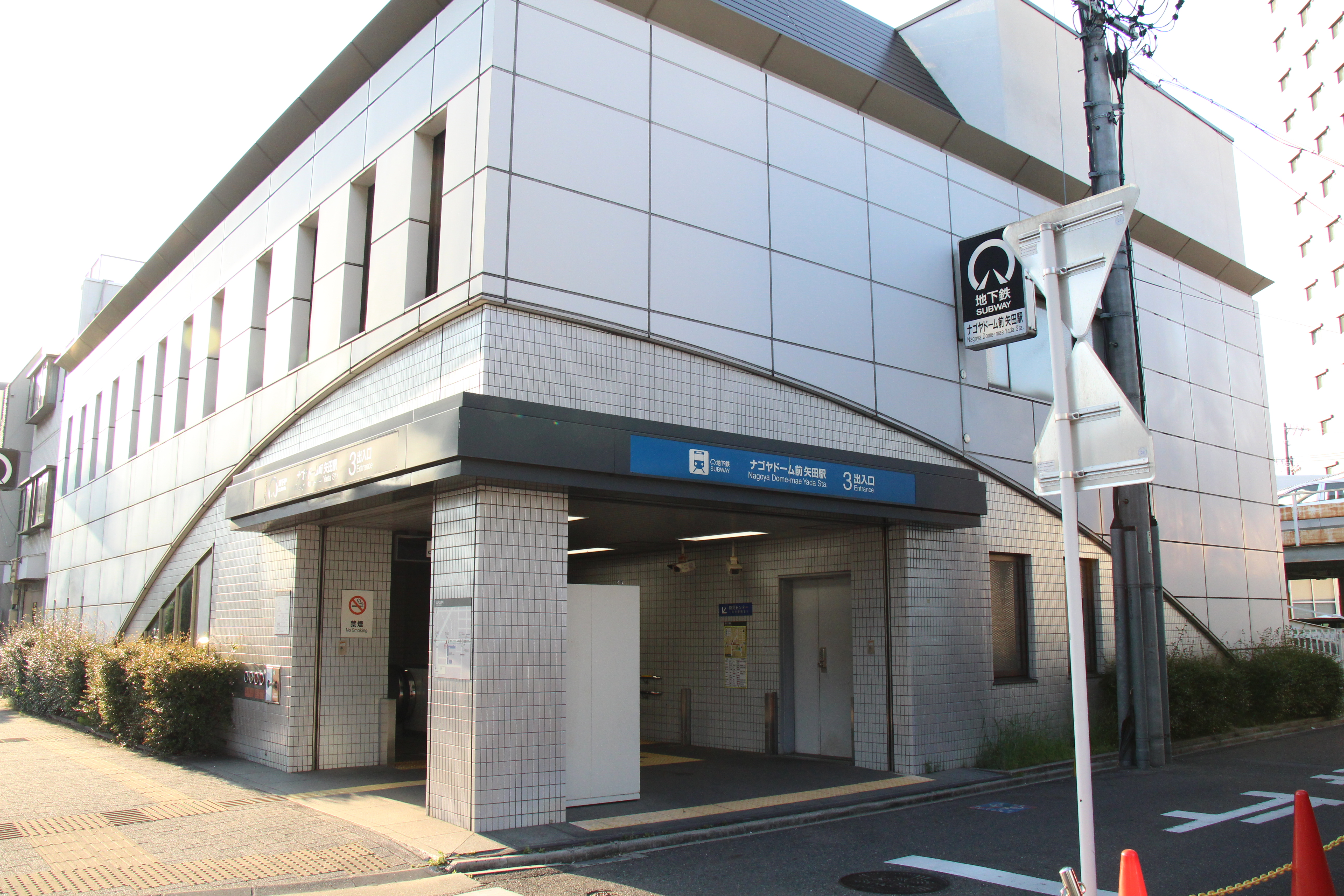
3番出入口（2019年5月）
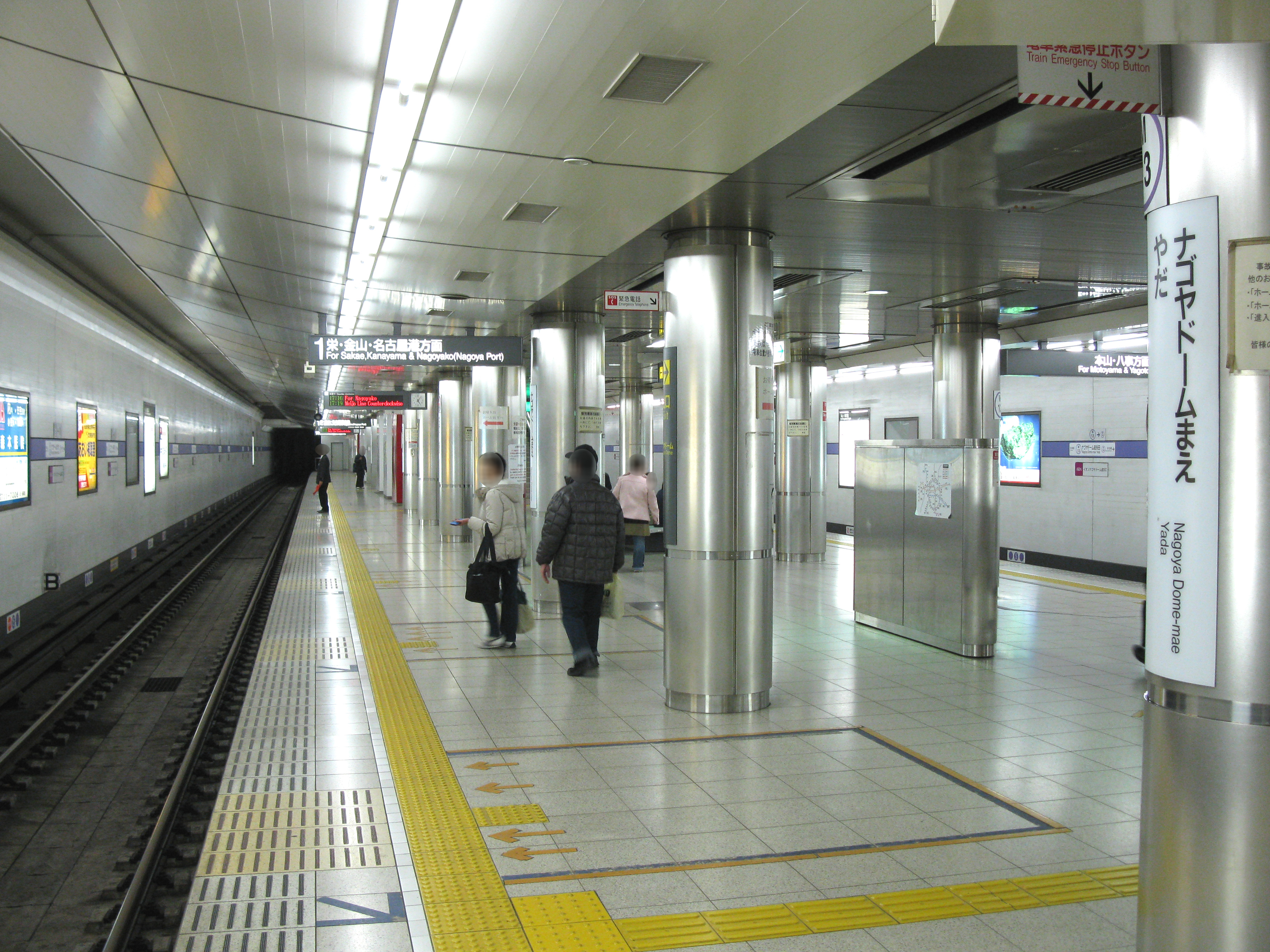
可動式ホーム柵設置前の名城線ホーム（2010年）
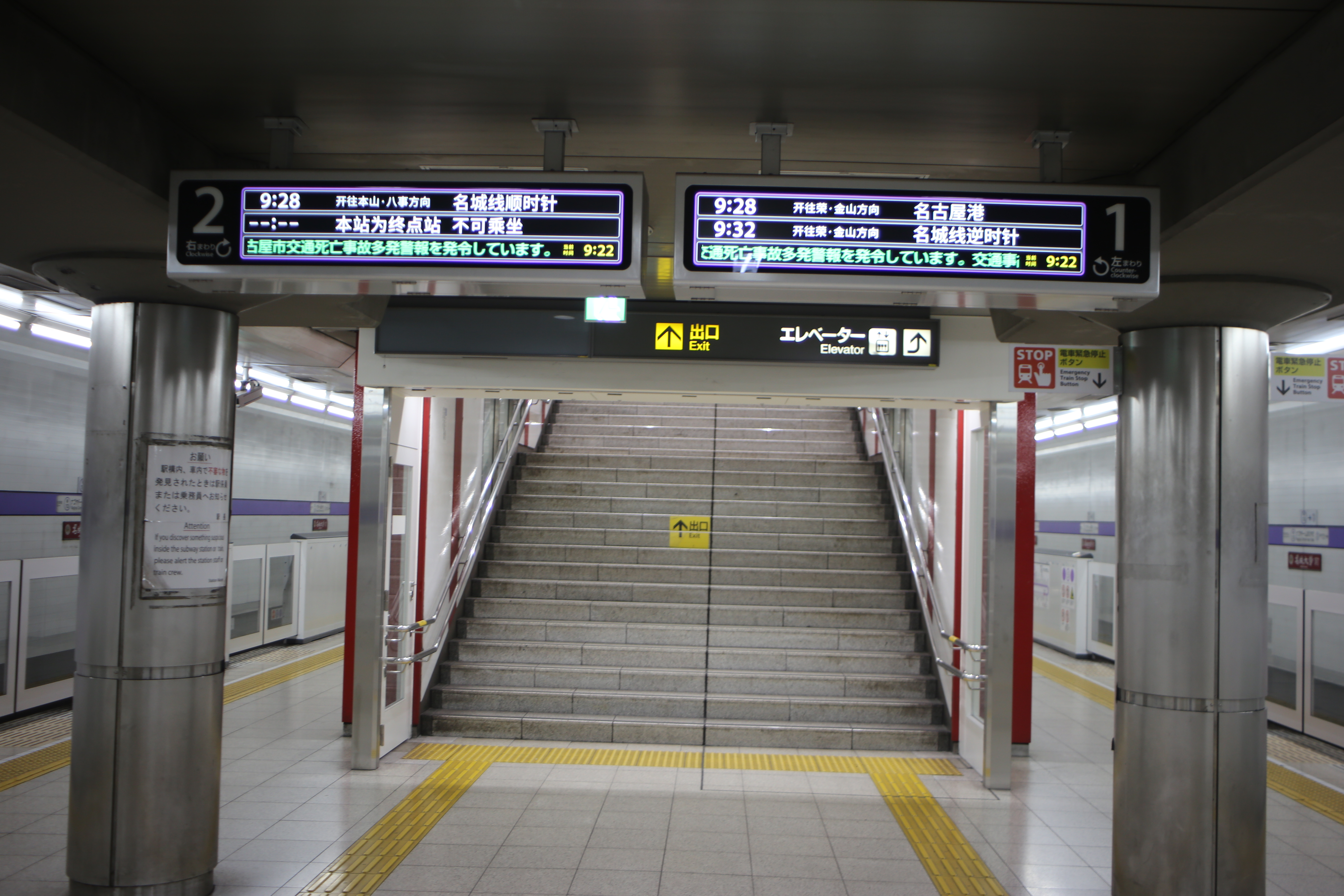
可動式ホーム柵設置後の名城線ホーム（2022年）

#### のりば
| ホーム | 路線            | 方向   | 行先                   | 備考                                                                                 |
| ------ | --------------- | ------ | ---------------------- | ------------------------------------------------------------------------------------ |
| 1      | 名城線・ 名港線 | 左回り | 栄・金山・名古屋港方面 | 名港線直通は朝と夕方の一部・ナゴヤドームでのイベント開催時を除き、原則金山駅にて乗換 |
| 2      | 名城線          | 右回り | 本山・八事方面         | 名港線直通ならびに左回りの一部は当駅終着 2番ホーム発の大曽根行きは八事、栄経由       |

### ナゴヤドーム催事終了後の扱い
名城線の環状運転開始後も、東南方にあるナゴヤドーム（バンテリンドーム ナゴヤ）でのプロ野球などのイベントが開催される場合は催事終了後の混雑緩和のため、当駅を始発とする臨時列車が運転される。
2010年（平成22年）11月6日にナゴヤドームで開催された日本シリーズ『中日ドラゴンズ 対 千葉ロッテマリーンズ 第6戦』では試合時間が長引き、左回り（栄方面）の終電発車時刻6分前の23時54分に終了したことから、試合終了まで観覧した客の多くが終電に乗車できなかったほか、通常であれば運行される試合終了に合わせた臨時列車の運行も終電以降は行われなかった。

## 名古屋ガイドウェイバス

### 停留場構造
相対式ホーム2面2線を有する高架駅。駅員は配置されておらず、運賃は車内精算であるため自動券売機などもない。エレベーターが設置されており、ナゴヤドーム方面へのデッキ通路フロア、地上フロアおよび地下鉄駅1番出入口に接続している。駅番号はY02。

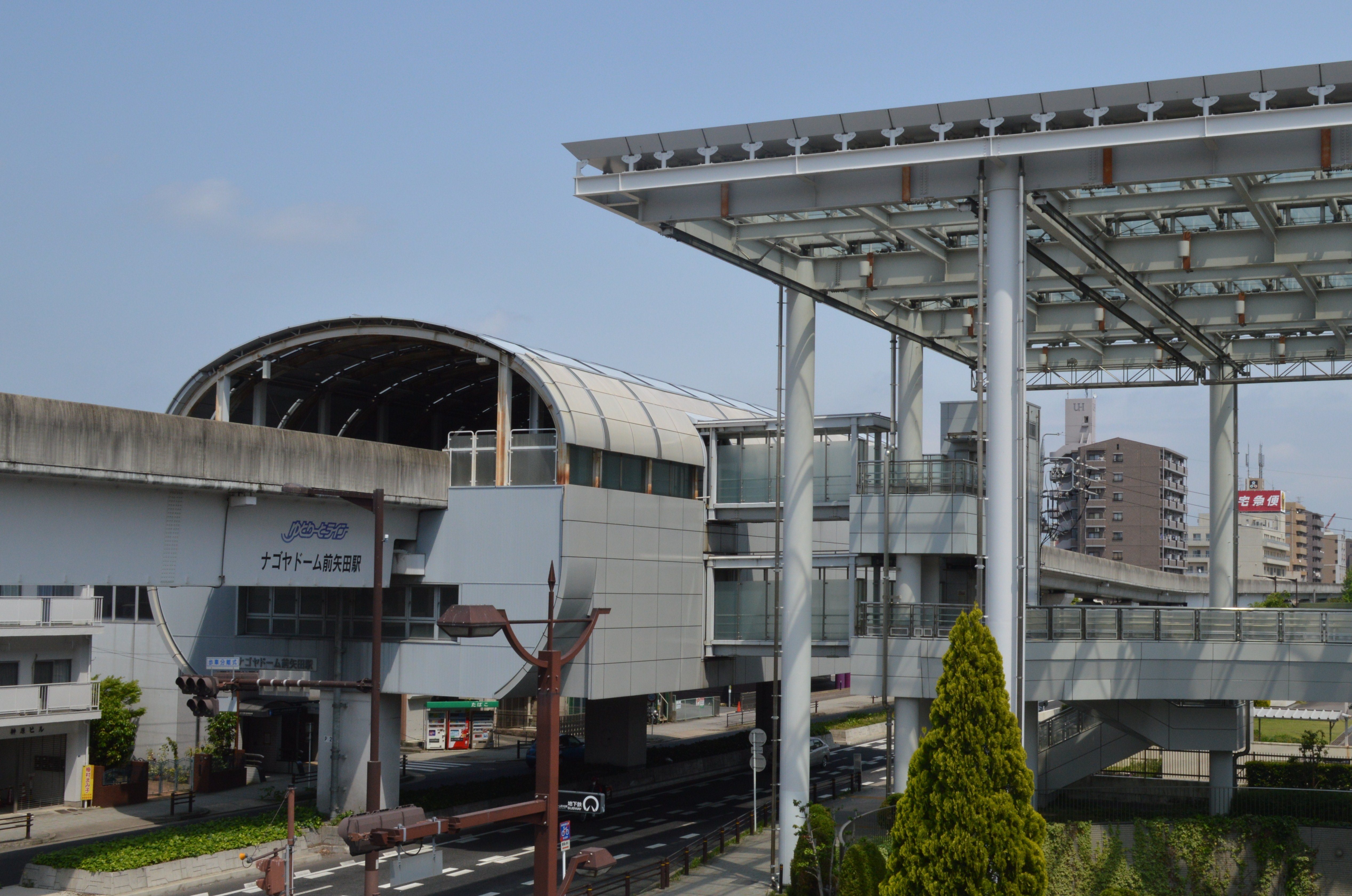
全景（2016年5月）
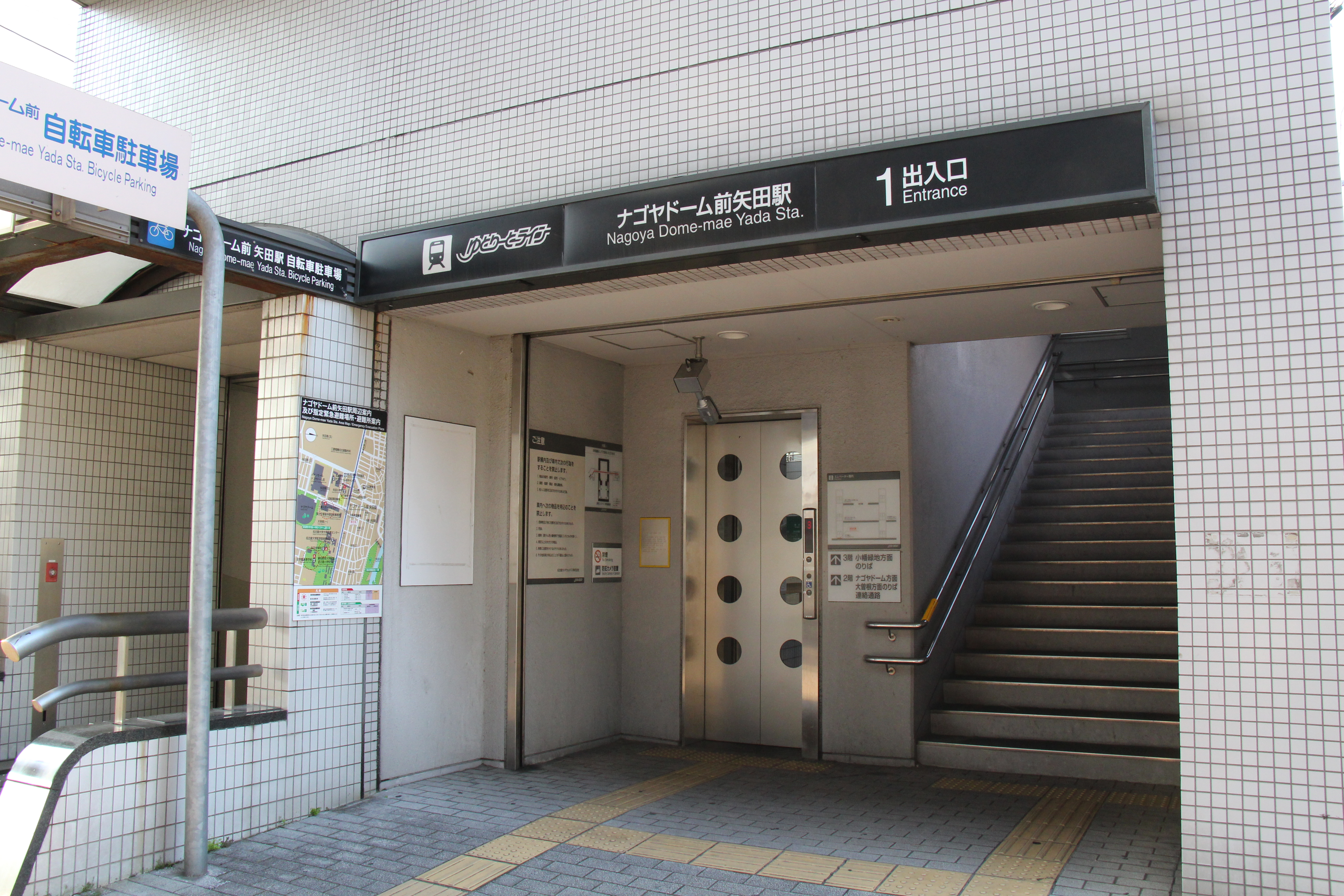
1番出入口（2019年5月）

#### のりば
| のりば | 路線      | 方向 | 行先                                 |
| ------ | --------- | ---- | ------------------------------------ |
| 1      | ■志段味線 | 下り | 小幡緑地・志段味交通広場・高蔵寺方面 |
| 2      | ■志段味線 | 上り | 大曽根ゆき                           |

## 利用状況
| 年度               | 地下鉄乗車人員（人/日） | 名古屋ガイドウェイバス乗車人員（人/日） |
| ------------------ | ----------------------- | --------------------------------------- |
| 2000年（平成12年） | 5,353                   |                                         |
| 2001年（平成13年） | 5,133                   | 370                                     |
| 2002年（平成14年） | 5,069                   | 432                                     |
| 2003年（平成15年） | 5,193                   | 474                                     |
| 2004年（平成16年） | 5,583                   | 513                                     |
| 2005年（平成17年） | 6,317                   | 572                                     |
| 2006年（平成18年） | 8,964                   | 934                                     |
| 2007年（平成19年） | 8,312                   | 877                                     |
| 2008年（平成20年） | 8,461                   | 902                                     |
| 2009年（平成21年） | 8,590                   | 862                                     |
| 2010年（平成22年） | 8,278                   | 853                                     |
| 2011年（平成23年） | 9,611                   | 892                                     |
| 2012年（平成24年） | 9,462                   | 901                                     |
| 2013年（平成25年） | 10,073                  | 927                                     |
| 2014年（平成26年） | 10,166                  | 939                                     |
| 2015年（平成27年） | 10,445                  | 976                                     |
| 2016年（平成28年） | 10,820                  | 1,003                                   |
| 2017年（平成29年） | 11,029                  | 1,037                                   |
| 2018年（平成30年） | 12,003                  | 1,069                                   |
| 2019年（令和元年） | 12,668                  | 1,089                                   |
| 2020年（令和2年）  | 5,326                   | 657                                     |
| 2021年（令和3年）  | 6,370                   | 753                                     |

※ 乗車人員（人 / 日）は、年度別乗車人員を、その年度の暦日で除したもの（小数点以下四捨五入）。
ゆとりーとラインは隣の大曽根駅が起終点であるため、野球開催日でも利用客は少ない。

## 駅周辺
- ナゴヤドーム（バンテリンドームナゴヤ）
- 名古屋晴明神社（駅より徒歩で約12分[15]）
- カルポート東
  - 東スポーツセンター
  - 東文化小劇場
  - 名古屋市東図書館
- 名城大学ナゴヤドーム前キャンパス
- 国土交通省中部地方整備局中部技術事務所

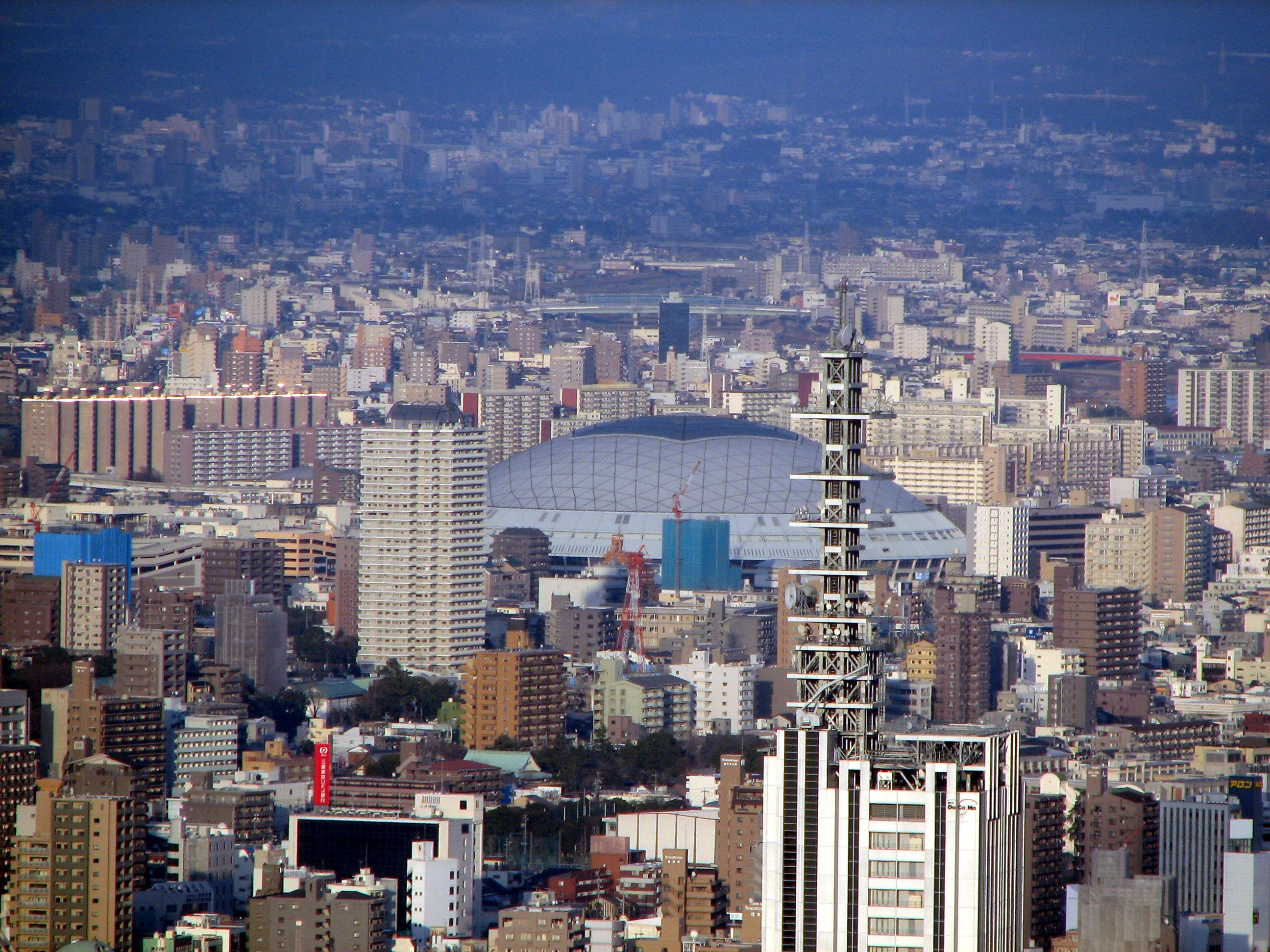
ナゴヤドーム（バンテリンドーム ナゴヤ）

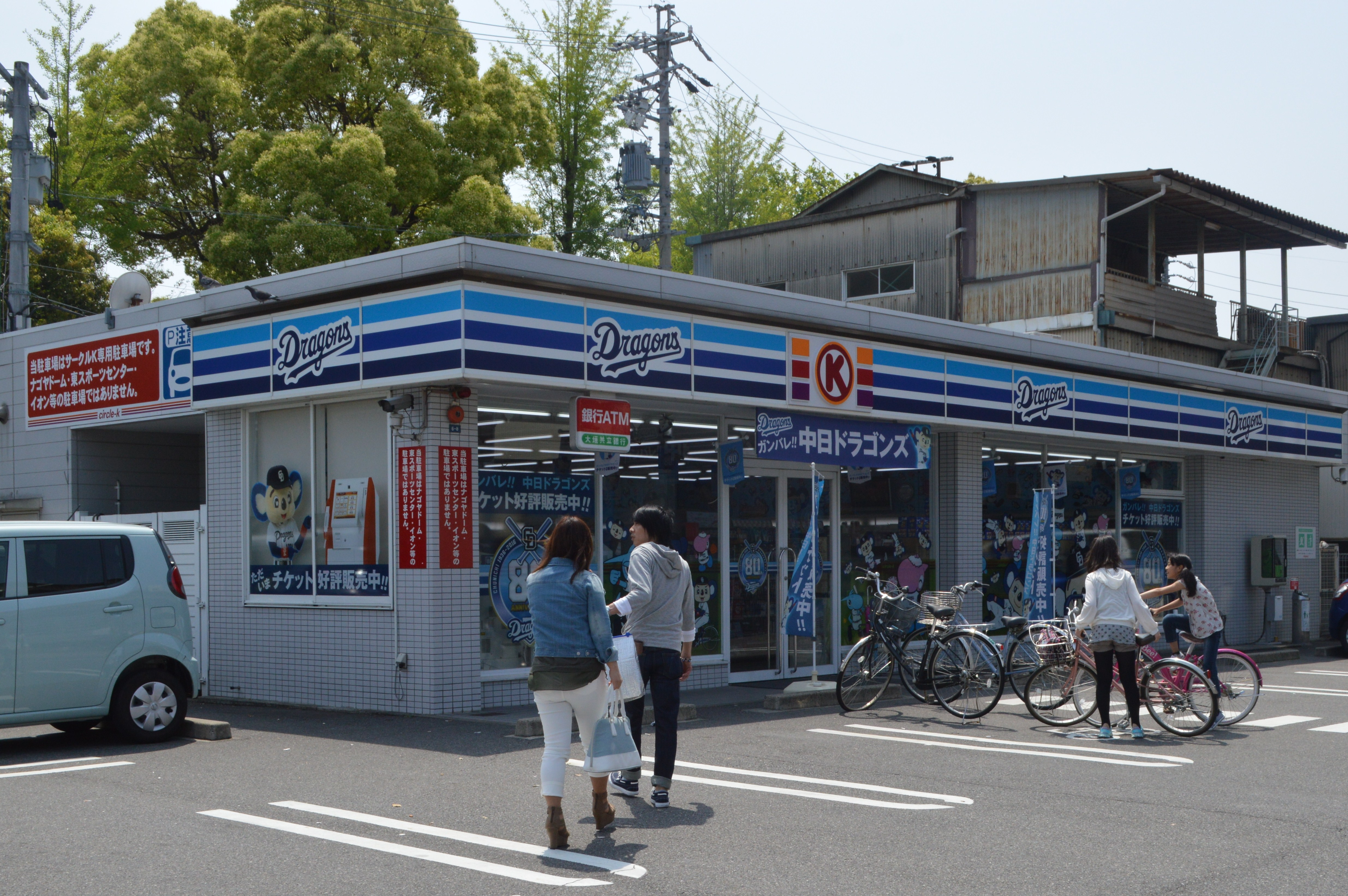
サークルKナゴヤドーム前店（現在はファミリーマートナゴヤドーム前店）

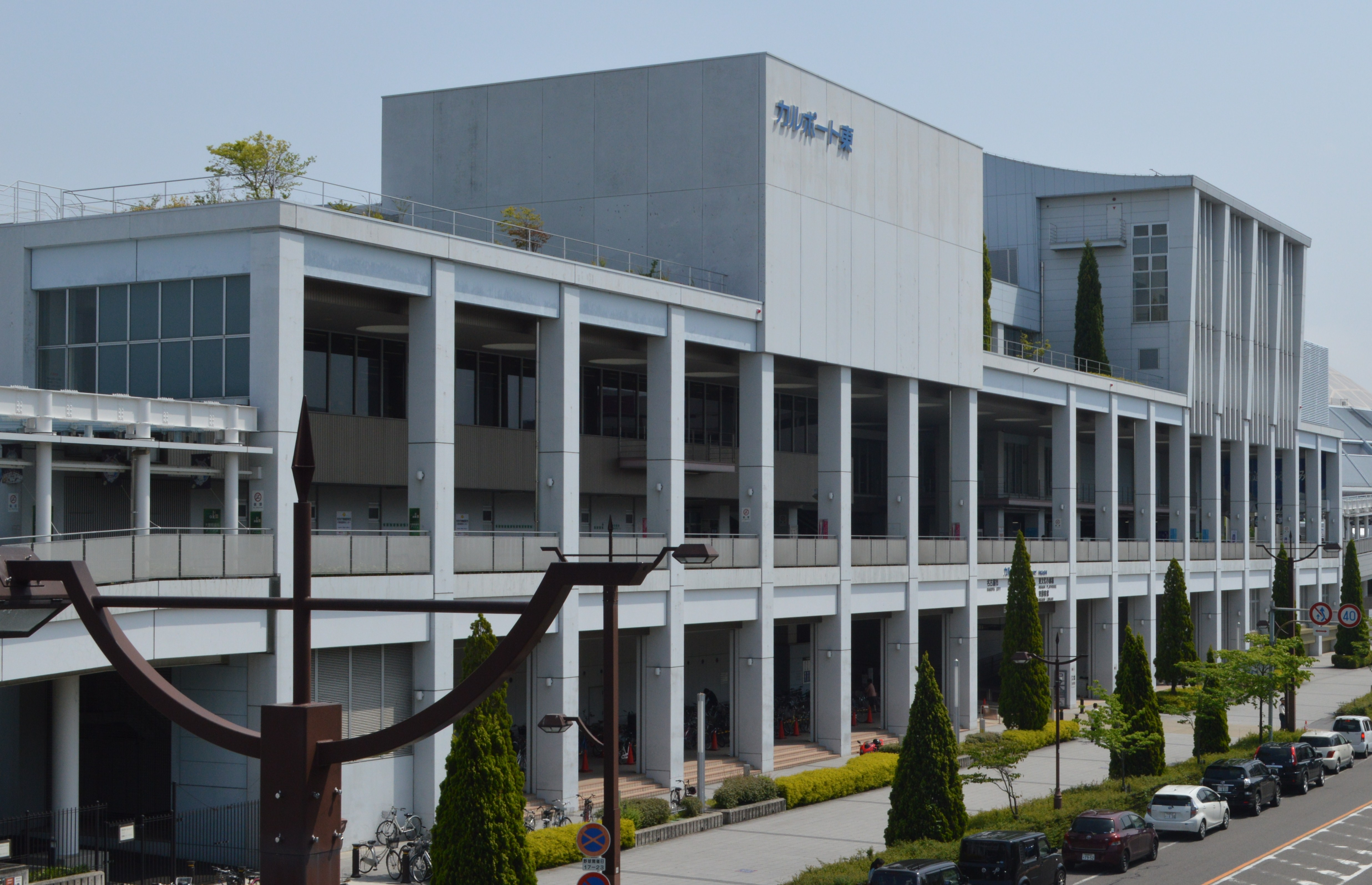
カルポート東

- 名古屋大学大幸キャンパス（医学部保健学科）
  - 名古屋大学医学部附属病院大幸医療センター（2011年閉院）
- 名古屋市立矢田小学校
- 矢田本通商店街
- イオンモールナゴヤドーム前
  - イオンナゴヤドーム前店
- ニトリ 大曽根店
- メッツ大曽根
- 名古屋矢田郵便局
- 名鉄瀬戸線 矢田駅
- 環状線（名古屋市道名古屋環状線）
- 瀬戸街道（愛知県道61号名古屋瀬戸線）
- 名古屋市道大幸線

## バス路線
最寄りのバス停留所は矢田と大幸（カルポート東）で、名古屋市営バスにより運行される以下の路線が発着する。
矢田バス停
- 名駅15：名古屋駅行き／茶屋ケ坂行き
- 千種13：千種駅前行き／緑ケ丘住宅行き
- 曽根11：大曽根行き／名鉄印場行き・緑ケ丘住宅行き
- 吹上11：大曽根行き／吹上（振興会館）行き・御器所通行き
- 森・新：新守山駅行き（大曽根経由）
- 東巡回

大幸（カルポート東）バス停
- 名駅15：名古屋駅行き／茶屋ケ坂行き
- 森・新：新守山駅行き（大曽根経由）
- 東巡回

## 隣の駅
名古屋市営地下鉄
 名城線
大曽根駅 (M12) - ナゴヤドーム前矢田駅 (M13) - 砂田橋駅 (M14)
名古屋ガイドウェイバス
■ガイドウェイバス志段味線
大曽根駅 (Y01) - ナゴヤドーム前矢田駅 (Y02) - 砂田橋駅 (Y03)